# Народное прогрессивное движение (Каймановы Острова)
Народное прогрессивное движение (англ. People's Progressive Movement) — политическая партия на Каймановых Островах. Относится к социал-демократическим партиям.

## История
Народное прогрессивное движение было основано в 2002 году. Впервые участвовало в выборах 2005 года, которые выиграло, получив 9 из 15 мест парламента. На следующих выборах 2009 года потерпело поражение от Демократической партии. В 2011 году основатель и лидер партии Курт Тибеттс передал руководство партии Олдену МакЛафлену.
Под руководством МакЛафлена НПД одержало победу на выборах 2013 и 2017 годов. С 2013 года МакЛафлен является премьер-министром Каймановых Островов.

## Результаты участия в выборах
| Год выборов | Голоса | %      | Мест получено |
| ----------- | ------ | ------ | ------------- |
| 2005        | 13 199 | 67,2%  | 9 из 15       |
| 2009        | 11 645 | 29,8%  | 5 из 15       |
| 2013        | 21 859 | 36,1%  | 9 из 18       |
| 2017        | 4 909  | 31,23% | 7 из 19       |
| 2021        | 3 380  | 19,60% | 7 из 19       |